# Uncial 088
Uncial 088 (numeração de Gregory-Aland), é um manuscrito uncial grego do Novo Testamento. A paleografia data o codex para o século 5 ou 6.

## Descoberta
Codex contém o texto dos Primeira Epístola aos Coríntios (15,53-16,9) Epístola a Tito (1,1-13) em 2 folhas de pergaminho (23,5 x 20). O texto está escrito com uma colunas por página, contendo 24 linhas cada. Ele é um palimpsesto, o texto superior está na língua georgiana (século X).
O texto grego desse códice é um representante do Texto-tipo Alexandrino. Aland colocou-o na Categoria II.
Actualmente acha-se no Biblioteca Nacional Russa (Gr. 6, II, fol. 5-6) em São Petersburgo.